# فتح توات وقورارة (1315)
فتح توات وكورارة هو عملية عسكرية شنها الأمير المريني وحاكم سجلماسة، أبو علي بن عثمان، ابن السلطان أبو سعيد عثمان بن يعقوب وذلك سنة 1315.

## سيرورة الحملة
عانى السلطان أبو سعيد عثمان بن يعقوب من تمردات ابنه الدائمة فأراد أن يبعده ويشغله بفتح توات وقورارة ، فعينه واليا على منطقة تافيلالت وسجلماسة. وسرعان ما نظم إدارة، وشكل جيشًا حقيقيًا، وجند المشاة والفرسان، وضم إلى خدمته عربا بدوا من بني معقل.
تتجلى أهمية المدينتين في تحكمهم بطرق القوافل الذهب ، فسرعان ما فتح الأمير أبو علي على حصون توات وقورارة الصحراوية عام 1315، معتمدًا بشكل خاص على حلفائه من بني معقل.

## تداعيات
وهكذا أصبح الأمير أبو علي، سيد منطقة صحراوية شاسعة، يسيطر من خلال إدارته على تجارة الذهب ويفرض الضرائب على القصوريين (سكان توات وقورارة). ومن ثم فإن هذا الفتح صارت هذه الأراضي لاول مرة جزء من الدولة المرينية.
ومع ذلك، من عام 1320، رجع أبو علي بن عثمان إلى طبعه القديم في التمرد فثار ضد والده أبو سعيد عثمان بن يعقوب. وأخضع سوس، ثم استولى على مراكش سنة 1322. لكنه هزم في وقت لاحق بالقرب من نهر ملوية على يد والده، الذي استعاد مراكش وسار نحو سجلماسة. ومع ذلك، ونظرًا للمودة التي يكنها أبو سعيد عثمان لابنه أبو علي، فقد عفا عنه، وأبقاه في منصبه كوالي لسجلماسة والأقاليم الجنوبية.
وبعد وفاة أبي سعيد عثمان خلفه ابنه أبو الحسن الذي خاض حملة ضد الزيانيين في تلمسان، الذين كانوا آنذاك منشغلين بحصار بجاية، وهي مدينة كان ضمن دولة بني حفص، حليفة المرينيين. أرسل أبو الحسن أسطولاً مرينيًا فك الحصار عن المدينة، بالتنسيق مع الجيش الحفصي القادم من مدينة تونس. إلا أن السلطان الزياني أبو تاشفين نجح في إثارة الفتنة داخل السلطة المرينية من خلال دفع أبو علي إلى الثورة على أبو الحسن المعسكر تسالة ، عاد على الفور إلى المغرب، وحاصر أخاه في سجلماسة لأكثر من عام. أخيرًا استولى جيش أبو الحسن على المدينة، ثم استولى على أبو علي، وتم إعدامه بعد ذلك. ضُمت قصور الصحراء، بما في ذلك واحات توات وكورارة ، مرة أخرى إلى السلطة المرينية المركزية في عام 1332. إلا أن روابط توات تعززت فيما بعد مع بني زيان في المغرب الأوسط مع نهاية القرن.إذ استفاد بربر زناتة، من معرفتهم الجيدة بالطرق الصحراوية، بما في ذلك طريق الذهب والملح المؤدي إلى بلاد السودان، والتي اكتسبوها خلال حياتهم البدوية قبل استقرارهم ودولتهم في تلمسان.